# Согле
Согле (мкд. Согле) су насеље у Северној Македонији, у средишњем државе. Согле припадају општини Чашка.

## Географија
Согле су смештени у средишњем делу Северне Македоније. Од најближег већег града, Велеса, насеље је удаљено 40 km југозападно.
Насеље Согле се налази у историјској области Азот. Насеље је смештено изнад долине реке Бабуне. Северно од насеља издиже се планина Јакупица, а јужно планина Бабуна. Надморска висина насеља је приближно 400 метара.
Месна клима је континентална.

## Становништво
Согле су према последњем попису из 2002. године имали 137 становника.
Према истом попису претежно становништво у насељу су етнички Албанци (64%), а мањина су Македонци (31%). Албанци су били искључиво становништво у насељу до средине 20. века.
Већинска вероисповест је православље, а мањинска ислам.